# Ланс (Белгия)
Ланс (на френски: Lens) е селище в Югозападна Белгия, окръг Монс на провинция Ено. Населението му е около 4000 души (2006).